# Infanterie-Regiment „Bremen“ (1. Hanseatisches) Nr. 75

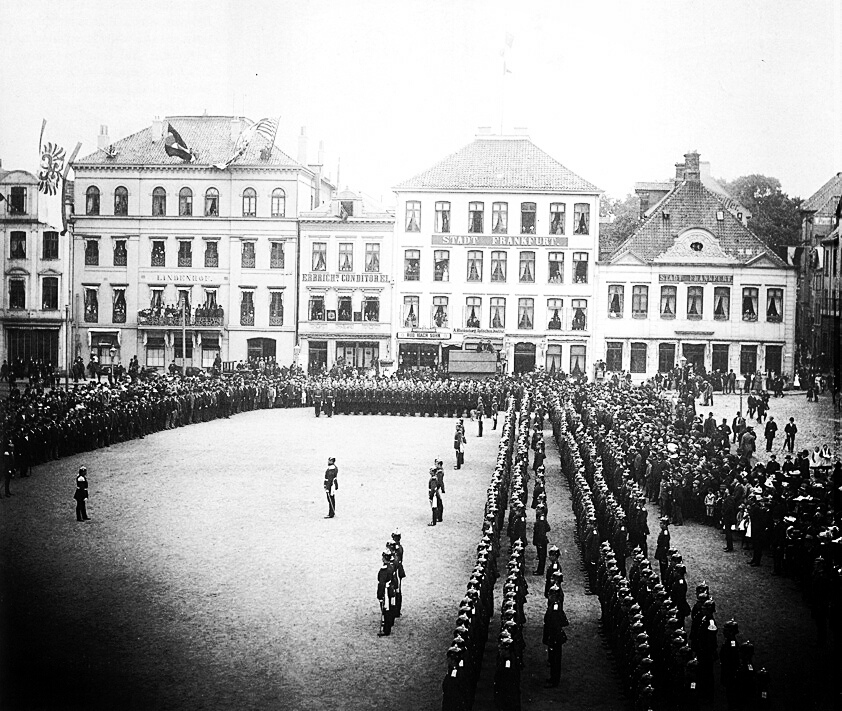
Appell des 1. Hanseatischen Infanterie-Regiments Nr. 75 anlässlich seines 25-jährigen Bestehens 1891 auf dem Domshof in Bremen

Das Infanterie-Regiment „Bremen“ (1. Hanseatisches) Nr. 75 war ein Infanterieverband der Preußischen Armee, der in Bremen und Stade stationiert war.

## Organisation

### Name
- 2. Oktober 1866 – Infanterie-Regiment Nr. 75
- 7. November 1867 – 1. Hanseatisches Infanterie-Regiment Nr. 75
- 5. September 1904 (Kaiserparade) – Infanterie-Regiment „Bremen“ (1. Hanseatisches) Nr. 75

### Hanseatische Besonderheiten
Da die Hansestädte Bremen, Hamburg und Lübeck Probleme mit der Stellung von genügend Wehrpflichtigen hatte, wurden keine Begrenzungen bei Einjährigen gemacht und die Reservepflicht für überseeische Wehrdienstpflichtige ausgesetzt.

### Unterstellung
- X. Armee-Korps in Hannover
  - 19. Division in Hannover
    - 38. Infanterie-Brigade in Hannover
      - Infanterie-Regiment Nr. 75 in Hamburg-Harburg und Stade
      - Infanterie-Regiment  (4. Westfälisches) Nr. 17 in Celle und Lüneburg

ab dem 01. Oktober 1867
- IX. Armee-Korps in Altona
  - 17. Division in Schwerin
    - 33. Infanterie-Brigade in Altona
      - Infanterie-Regiment „Bremen“ (1. Hanseatisches) Nr. 75 in Bremen und Stade
      - Infanterie-Regiment „Hamburg“ (2. Hanseatisches) Nr. 76 in Hamburg
      - Bezirks-Kommando I Bremen
      - Bezirks-Kommando Bremerhaven

ab dem 23. März 1915:
- IX. Armee-Korps in Altona
  - 17. Division in Schwerin
    - 34. Infanterie-Brigade (Großherzoglich Mecklenburgische)
      - Infanterie-Regiment „Bremen“ (1. Hanseatisches) Nr. 75
      - Großherzoglich Mecklenburgisches Grenadier-Regiment Nr. 89
      - Großherzoglich Mecklenburgisches Füsilier-Regiment „Kaiser Wilhelm“ Nr. 90

### Gliederung
- I. und II. Bataillon (Musketiere)
- III. Bataillon (Füsiliere)

### Abtretungen
- Am 1. April 1881 trat das Regiment seine 6. Kompanie an das neuaufgestellte Danziger Infanterie-Regiment Nr. 128 ab.
- Am 1. April 1887 trat das Regiment seine 11. Kompanie an das 2. Unter-Elsässische Infanterie-Regiment Nr. 137 ab.
- Am 2. Oktober 1893 errichtete es sein IV. (Halb)-Bataillon
- Am 1. April 1897 gab es dieses an das 2. Hanseatische Infanterie-Regiment Nr. 76, dessen III. Bataillon in Lübeck wurde in das II. des neugegründeten 3. Hanseatischen Infanterie-Regiments Nr. 162 gewandelt, ab
- Am 1. Oktober 1912 trat das Regiment eine Kompanie zur Bildung der 11. Kompanie des neuaufgestellten III. Bataillons des Schleswig-Holsteinischen Infanterie-Regiments Nr. 163 ab.
- Am 1. Oktober 1913 trat das Regiment eine Kompanie zur Bildung des III. Bataillons des Infanterie-Regiment „Lübeck“ (3. Hanseatisches) Nr. 162 ab.

## Bewaffnung und Ausrüstung

### Hauptbewaffnung

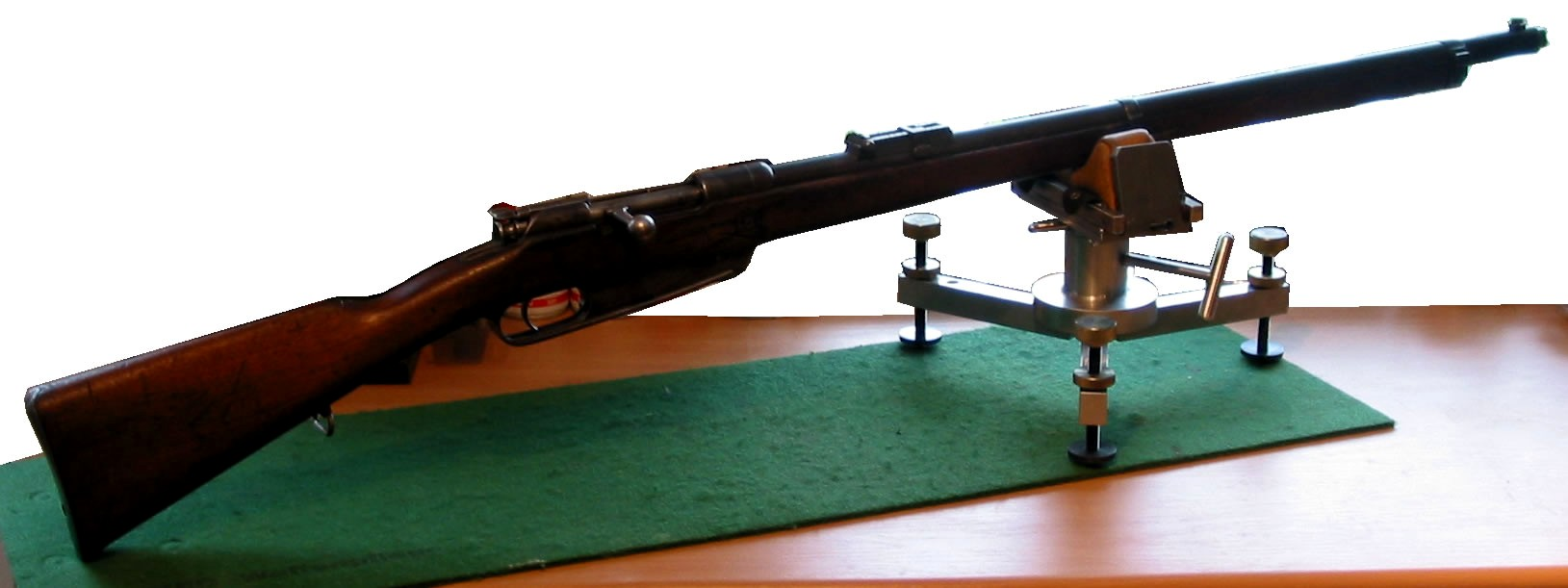
Gewehr 88

Das Regiment war mit dem Gewehr 88 und dem Seitengewehr 71 bewaffnet. Ab 1906 verwendete man das Gewehr 98. Um 1909 wurde eine Kompanie mit dem Maschinengewehr MG 08 ausgerüstet und zu einer MG-Kompanie umgebildet.

### Uniform
Das Regiment trug die preußische Uniform mit den der Hansestadt Bremen zugestandenen Änderungen. So wurde am Helm und an der Mütze neben der schwarz-weiß-roten Reichskokarde die hanseatische Kokarde (rotes Hanseatenkreuz auf weißem Grund) getragen. Die Achselklappen waren weiß mit roter Nummer (75), die Ärmelpatten weiß mit gelber Paspelierung.

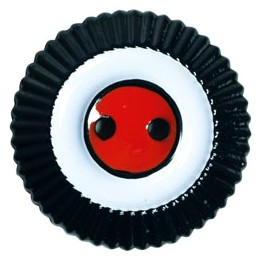
Kokarde des Deutschen Reichs
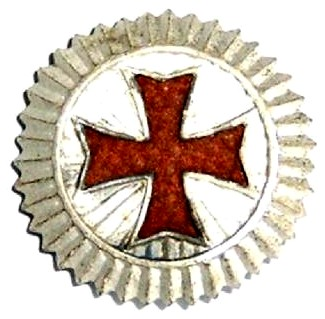
Kokarde der Hanseaten

Bereits im August 1914 wurde auf der Fahrt nach Westen feldgraues Tuch zum Verhüllen von unzweckmäßig leuchtenden Uniformteilen ausgegeben.
Im Sommer 1915 verschwanden an der Front die langen Degen der Offiziere und Feldwebel, wodurch die Kleidung und Ausrüstung denen der Mannschaften angepasst wurden, um weiteren hohen Verlusten an Führern vorzubeugen.

### Wappen
Das Regiment schmückte sich mit dem Wappen der Freien und Hansestadt Bremen. Die einzige Ausnahme bildete die Fahne, da auf ihr nicht das Bremer Wappen, sondern der preußische Adler war.

### Fahne
Zum Gottesdienst standen die Fahnen am Altar der Garnisonskirche. Die Fahnen wurden um 1915 aus dem Felde nach Bremen zurückgeführt, weil ihre Verwendung im Gefecht nicht mehr der Kampfführung entsprach und unnötige Opfer forderte.
Der Senat der Hansestadt Bremen verlieh als einzige der drei Städte Bremen, Hamburg und Lübeck 1915 den drei Fahnen seines Hanseatischen Infanterie-Regiments Nr. 75 das Hanseatenkreuz am rot-weißen Kriegsband.

## Geschichte
Durch A.K.O. vom 27. September 1866, der als offizieller Stiftungstag des Regiments gilt, wurde nach dem Deutschen Krieg aus Kompanien der Pommerschen Regimenter Nr. 1, 3, 5 und 7 am 3. November 1866 in Stettin ein neues Regiment gebildet. Es formierte sich zu einem Musketier-Bataillon in Harburg und einem Füsilier-Bataillon in Stade.
Durch die Militärkonvention zwischen Preußen und Bremen vom 27. Juni 1867 wurde im Norddeutschen Bund das 1813 gegründete Füsilierbataillon „Bremen“ aufgelöst. Dieses Bataillon bildete ab diesem Zeitpunkt das I. (Musketier)Bataillon des Regiments. Ab 1893 waren beide Musketier-Bataillone in Bremen stationiert, während das Füsilier-Bataillon in Stade verblieb.

### Deutsch-Französischer Krieg
Im Krieg gegen Frankreich 1870/71 kämpfte das Regiment u. a. bei den Belagerungen von Metz und Paris, sowie in den Schlachten von Noisseville, Loigny und Poupry, Orléans, Beaugency und Le Mans. Während dieses Krieges verlor das Regiment insgesamt 26 Offiziere einschließlich einem Arzt (5 Tote im Gefecht, 2 an Krankheit und 19 Verwundete), sowie 534 Unteroffiziere und Mannschaften (110 Tote im Gefecht, 54 an Krankheit, 16 vermisste und 354 Verwundete). 4 Offizieren wurde das Eiserne Kreuz 1. Klasse verliehen. Das Eiserne Kreuz 2. Klasse wurde 169 mal verliehen.

### Erster Weltkrieg

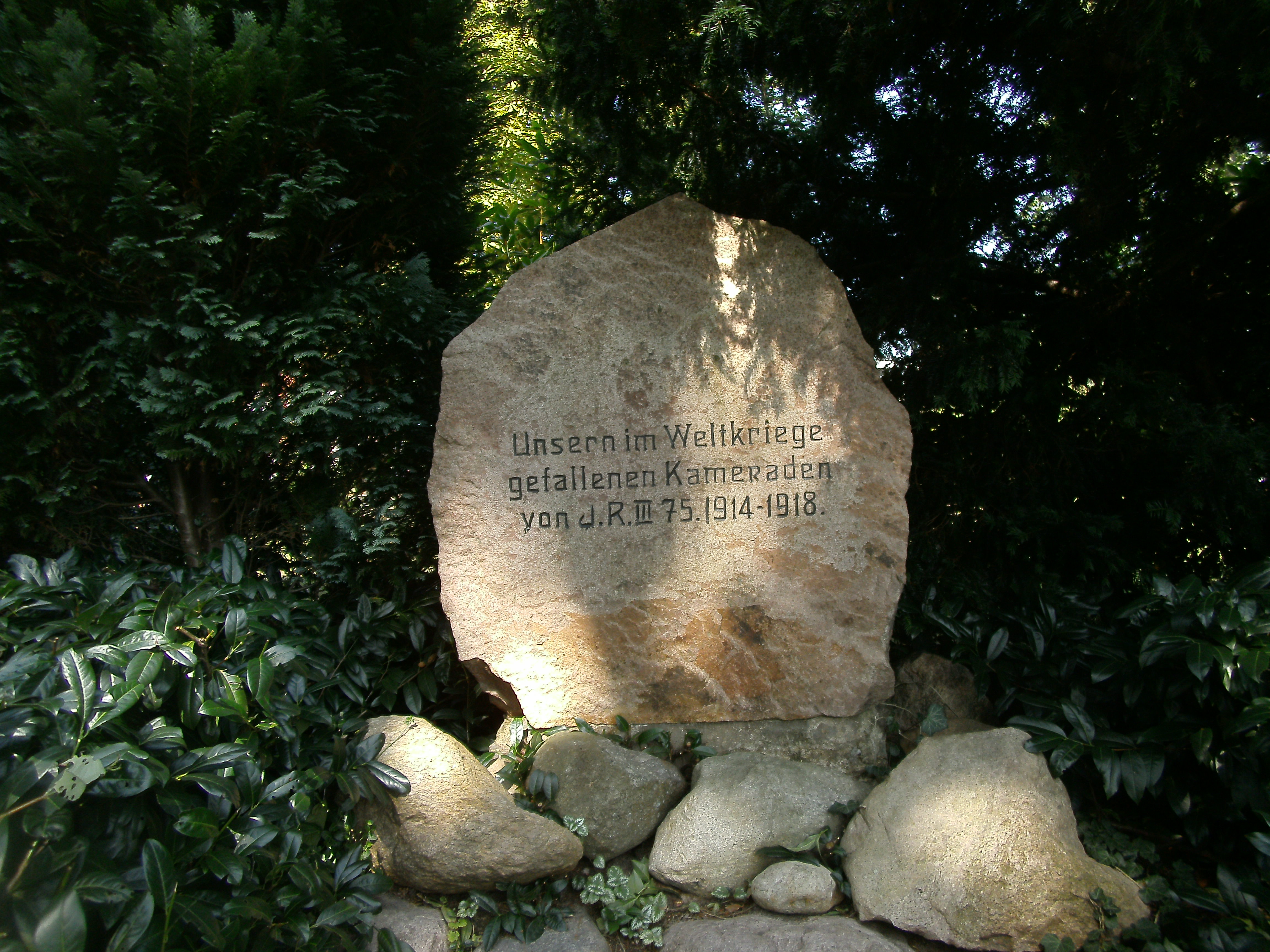
Gedenkstein auf dem Stader Garnisonsfriedhof

Zu Beginn des Ersten Weltkriegs macht das Regiment am 2. August 1914 mobil und kam zunächst an der Westfront zum Einsatz.
In der Schlacht bei Mons erlitt das 75. Regiment 381 Tote beim erfolglosen Versuch, die Royal Scots Dragoon Guards und das King’s Royal Rifle Corps aus ihren befestigten Linien zu vertreiben.
Bei Noyon erlitt es schwere Verluste und wurde bis Mitte November 1915 wieder aufgefüllt. Es wurde in die Stellung Moulin-sous-Touvent nahe Autrêches’ verlegt. Mitte März 1915 folgte die Aufstellung der 13. und 14. Kompanie. Die 14. Kompanie wurde daraufhin am 17. Mai als 7. Kompanie an das neu aufgestellte Infanterie-Regiment Nr. 185 abgegeben. Mitte Juni 1916 ergänzte man das Regiment um eine 2. und 3. MG-Kompanie. Nach schweren Kämpfen wurde Ende Februar 1918 die 13. Kompanie aufgelöst. Gleiches galt ab 19. Oktober 1918, als man das III. Bataillon auflöste und das I. und II. Bataillon zu drei Kompanien sowie jeweils einer MG-Kompanie formierte. Kurz darauf wurde nach schweren Verlusten bei St. Fergeux die Reste des Regiments zu einem Kampfbataillon mit vier Kompanien zusammengefasst. Bereits zwei Tage später bildete man daraus ein Kampfbataillon mit zwei Kompanien sowie zwei MG-Kompanien.

### Verbleib
Am 12. November 1918 formierte sich das Regiment nach Wiederaufstellung in ein I. und II. Bataillon zu je drei Kompanien sowie einer MG-Kompanie. Die Reste des Verbandes traten nach dem Waffenstillstand den Rückzug in die Heimat an. Sie trafen ab 1. Januar 1919 am Bahnhof von Sebaldsbrück ein, wurden auf dem Bremer Marktplatz mit patriotischen Reden empfangen und rückten anschließend in die Kaserne in der Bremer Neustadt ein. Dort wurden sie von bewaffneten Arbeitern umzingelt und entwaffnet. Anschließend erfolgte die Demobilisierung.
Die Offiziere standen der Novemberrevolution ablehnend gegenüber. Bürgerliche Kreise sahen das Regiment deshalb als Kraft zur Liquidierung der Bremer Räterepublik vor. Einige Soldaten des Regiments sollten danach einen Teil des Soldatenrates der Räterepublik stellen. Diese, darunter Major Walter Caspari, wurden jedoch aus dem Soldatenrat herausgedrängt. Es bildete in Verden ab Ende Januar 1919 das Freikorps „Caspari“, das zusammen mit der Division „Gerstenberg“ am 4. Februar 1919 die Räterepublik angriff und militärisch niederschlug. Nach Einsätzen in der Hansestadt wurde am 8. Februar 1919 die Regierungsschutztruppe für Bremen gebildet, welche sich überwiegend aus ehemaligen Mitgliedern des 1. Hanseatischen zusammensetzte. Diese, paramilitärische, Regierungsschutztruppe ging am 1. November 1919 im Zuge der Demobilmachung in die Abteilung IV der zivilen Sicherheitspolizei auf.
Die Tradition übernahm in der Reichswehr durch Erlass des Chefs der Heeresleitung General der Infanterie Hans von Seeckt vom 24. August 1921 die 1. Kompanie des 16. Infanterie-Regiments in Bremen. In der Wehrmacht führte das Infanterieregiment 65 in Delmenhorst die Tradition fort.

## Kommandeure
| Dienstgrad     | Name                             | Datum                                                         |
| -------------- | -------------------------------- | ------------------------------------------------------------- |
| Oberst         | Friedrich von Buddenbrock        | 30. Oktober 1866 bis 17. Juli 1870                            |
| Oberst         | Wilhelm von der Osten            | 18. Juli 1870 bis 11. Dezember 1872                           |
| Oberst         | Ludwig von Knobloch              | 12. Dezember 1872 bis 16. April 1879                          |
| Oberstleutnant | Timon von Rauchhaupt             | 17. April bis 10. Juni 1879 (mit der Führung beauftragt)      |
| Oberst         | Timon von Rauchhaupt             | 11. Juni 1879 bis 10. November 1884                           |
| Oberst         | Gustav von der Lancken           | 11. November 1884 bis 9. August 1888                          |
| Oberstleutnant | Fedor von Brodowski              | 10. August bis 12. November 1888 (mit der Führung beauftragt) |
| Oberst         | Fedor von Brodowski              | 13. November 1888 bis 15. Juni 1891                           |
| Oberst         | Franz Xaver von Garnier          | 16. Juni 1891 bis 12. September 1895                          |
| Oberst         | Karl von Barton gen. von Stedman | 13. Mai 1895 bis 19. Juli 1898                                |
| Oberst         | Wilhelm von Bötticher            | 20. Juli 1898 bis 21. Juli 1900                               |
| Oberst         | Hugo Sasse                       | 22. Juli 1900 bis 17. April 1903                              |
| Oberst         | Paul Albrecht                    | 18. April 1903 bis 26. Januar 1908                            |
| Oberst         | Richard von Webern               | 27. Januar 1908 bis 20. April 1911                            |
| Oberst         | Max Woide                        | 21. April 1911 bis 21. März 1914                              |
| Oberst         | Eugen Jäger                      | 22. März bis 20. September 1914                               |
| Oberstleutnant | Georg Bruhn                      | 21. September 1914 bis 31. Mai 1915                           |
| Oberst         | Otto von Trautmann               | 01. Juni bis 28. Oktober 1915                                 |
| Major          | Wilhelm Hagedorn                 | 29. Oktober 1915 bis 19. Januar 1919                          |
| Oberst         | Karl Brentano                    | 20. Januar 1919 bis Auflösung                                 |

## Verweise